# Reinhard Kolldehoff
Reinhard Kolldehoff est un acteur allemand né à Berlin le 29 avril 1914 et mort dans cette même ville le 18 novembre 1995.

## Biographie et carrière
En 1936, Reinhard Kolldehoff fait ses débuts au Landestheater Altenburg. En 1941, il fait sa première petite apparition au cinéma dans le film Der Gasmann de Heinz Rühmann. La même année, il est appelé au service militaire.
Après la guerre et jusqu’en 1948, il fait partie de la compagnie théâtrale du Hebbel Theater de Berlin. Il poursuit sa carrière sur scène, notamment au Deutsches Schauspielhaus de Hambourg sous la direction de Gustaf Gründgens.
Cependant, il se tourne de plus en plus vers le cinéma. Dès 1948, il redémarre sa carrière cinématographique, dans L’affaire Blum d'Erich Engel, il incarne le professeur d'école impliqué dans une erreur judiciaire.
Par la suite, il fait carrière dans le cinéma ouest-allemand et international aux côtés, notamment, de Kirk Douglas (Un homme à respecter), Lee Marvin et Roger Moore (Parole d'homme), Jane Birkin (Je t'aime moi non plus), Marlene Dietrich et David Bowie (C’est mon gigolo), Alain Delon (Borsalino & Co), Michael Lonsdale (Une Anglaise romantique). Il utilise parfois le pseudonyme René Kolldehoff.
Son riche parcours lui a valu de jouer devant la caméra de Luigi Comencini, Fritz Lang, Claude Chabrol, Jacques Tati, Luchino Visconti, Glauber Rocha, Joseph Losey, Paul Verhoeven, Volker Schlöndorff, George Roy Hill et Paul Mazursky.
En tant qu’acteur de doublage, il prête sa voix à Sam Shepard (Les Moissons du ciel) ou Christopher Rhodes (Les Canons de Navarone).
Reinhard Kolldehoff a presque exclusivement interprété  des seconds rôles. Sa stature imposante et sa voix distinctive ont laissé leur marque sur le public pendant des décennies sans que son nom ne soit connu en dehors des cercles spécialisés.
Fin des années 1980, Reinhard Kolldehoff souffre de la maladie de Parkinson et du diabète. Sa dernière apparition devant la caméra remonte à 1989 pour la série télévisée allemande Forstinspektor Buchholz. Il travaille comme conférencier avant de devoir mettre fin à sa carrière professionnelle.
Reinhard Kolldehoff est décédé à l'âge de 81 ans. Il est enterré au cimetière de Wilmersdorf de Berlin.

## Filmographie

### Cinéma
- 1941 : Der Gasmann de Carl Froelich : un policier
- 1948 : L'Affaire Blum d'Erich Engel : Max Tischbein
- 1949 : Quartet zu fünft de Gerhard Lamprecht : un patient
- 1949 : J'ai trahi Hitler de Wolfgang Staudte : Rudi Wille
- 1950 : Bürgermeister Anna de Hans Müller : Jupp Ecker
- 1951 : L'Inconnue des cinq cités (A Tale of Five Cities) , segment Berlin de Wolfgang Staudte : Un nazi (non crédité)
- 1951 : Die letzte Heuer d'E.W. Fiedler : Un commissaire
- 1952 : J'ai perdu mon cœur à Heidelberg d'Ernst Neubach : Capitaine Reimann
- 1952 : Brelan d'as d'Henri Verneuil
- 1952 : La vigne joyeuse (Der Fröhliche Weinberg) d'Erich Engel : Küfer
- 1953 : L'homme de Berlin de Carol Reed (non crédité)
- 1954 : Unternehmen Edelweiss de Heinz Paul : Erich
- 1955 : Oberwachtmeister Borck de Gerhard Lamprecht : L'expéditeur
- 1955 : Hanussen de O.W. Fischer et Georg Marischka : Biberger
- 1955 : The Missing Scientists de Steve Sekely : Kolchak
- 1955 : Etoile de Rio de Kurt Neumann : Torres
- 1955 : Urlaub auf Ehrenwort de Wolfgang Liebeneiner : Otto Sasse
- 1955 : Escale à Orly de Jean Dréville : Joseph
- 1956 : Une fille des Flandres (Ein Mädchen aus Flandern) de Helmut Käutner : Un révolutionnaire / Le bourreau de Simon
- 1956 : Le Capitaine de Köpenick (Der Hauptmann von Köpenik) de Helmut Käutner : Un soldat qui boit
- 1956 : Anastasia, la dernière fille du tsar de Falk Harnack : Fichte
- 1956 : Liane la sauvageonne (Liane, das Mädchen aus dem Urwald) d'Eduard von Borsody : Keller
- 1958 : Impudeur (Liebe kann wie Gift sein) de Veit Harlan : Achill
- 1958 : Romarei, das Mädchen mit den grünen Augen de Harald Reinl : Funker Blessing
- 1958 : Cigarettes, Whisky et P'tites Pépées de Maurice Régamey
- 1959 : Cour martiale (Kriegsgericht) de Kurt Meisel : Feldwebel
- 1959 : Und das am Montagmorgen de Luigi Comencini : Mr. Keller
- 1959 : La Grenouille attaque Scotland Yard (Der Frosch mit der Maske) de Harald Reinl : Lew Brady
- 1960 : Orientalische Nächte de Heinz Paul : Jemzeff
- 1960 : Le Septième Jour de Saint-Malo de Paul Mesnier : Von Sullock
- 1960 : Le Diabolique Docteur Mabuse (Die 1000 Augen des Dr. Mabuse) de Fritz Lang : Roberto Menil
- 1961 : Le Dernier Passage (The Secret Ways) de Phil Karlson : L'homme du comte
- 1961 : L'Étrange comtesse (Die seltsame Gräfin) de Josef von Baky : Oliver Frank alias Butler John Addams
- 1962 : Trahison sur commande (The Counterfeit Traitor) de George Seaton : Col. Erdmann
- 1963 : Bergwind d'Eduard von Borsody : Mr. Wright
- 1963 : Mord in Rio de Horst Hächler : Harry
- 1963 : Faites sauter la banque ! de Jean Girault : un banquier allemand
- 1964 : Docteur Mabuse et le rayon de la mort de Hugo Fregonese et Victor De Santis :
- 1965 : Le Chant du monde de Marcel Camus : Mandru
- 1966 : Avec la peau des autres de Jacques Deray : Hoffman
- 1966 : Jerry Land, chasseur d'espions de Juan de Orduna : Nick Collins
- 1966 : La Ligne de démarcation de Claude Chabrol : Major von Pritsch
- 1966 : Martin soldat de Michel Deville : Le chef de la Gestapo
- 1966 : Le Saint prend l'affût de Christian-Jaque : Schmutz
- 1966 : La Grande Vadrouille de Gérard Oury : Un caporal Allemand
- 1967 : Playtime de Jacques Tati : Un homme d'affaires allemand
- 1967 : Le Franciscain de Bourges de Claude Autant-Lara : Basedow
- 1968 : Straßenbekanntschaften auf St. Pauli de Werner Klingler : Radebach
- 1969 : Les Damnés (La Caduta Degli Dei) de Luchino Visconti : Baron Konstantin Von Essenbeck
- 1970 : La Horse de Pierre Granier-Deferre : Hans
- 1970 : Le Mur de l'Atlantique de Marcel Camus : Heinrich  ( Totor )
- 1970 : Le Lion à sept têtes de Glauber Rocha : Un gouverneur
- 1970 : Heintje - Mein bester Freund de Werner Jacobs : Kleinshmidt
- 1972 : Le Temps d'aimer (A Time for Loving) de Christopher Miles : un lieutenant
- 1972 : Les Cloches de Silésie (Das Unheil) de Peter Fleischmann : Pfarrer
- 1972 : Abus de pouvoir de Camillo Bazzoni : Le chef de police
- 1972 : Maintenant, on l'appelle Plata (...più forte ragazzi!) de Giuseppe Colizzi : Mr. Ears
- 1972 : La Poursuite sauvage (The Revengers) de Daniel Mann : Zweig
- 1972 : Un homme à respecter (Un uomo da rispettare) de Michele Lupo : L'inspecteur Hoffmann
- 1972 : Galaxie de Maté Rabinovsky : Winkler
- 1972 : La Horde des salopards (Una ragione per vivere e una per morire) de Tonino Valerii : Sergent Brent
- 1973 : La Poursuite implacable (Revolver) de Sergio Sollima : Un avocat français
- 1973 : L'Ironie du sort d'Édouard Molinaro : Helmut
- 1974 : Borsalino & Co de Jacques Deray : Sam
- 1975 : Une Anglaise romantique (A Romantic Englishwoman) de Joseph Losey : Herman
- 1975 : Je t'aime moi non plus de Serge Gainsbourg : Boris
- 1975 : Sept hommes à l'aube (Operation: Daybreak) de Lewis Gilbert : Fleischer
- 1975 : So oder so ist das Leben (de) de Veit Relin : Dr. Felix Crohnen
- 1976 : Parole d'homme (Shout at the Devil) de Peter R. Hunt : Herman Fleischer
- 1976 : Comme un boomerang de José Giovanni : Feldman, banquier
- 1977 : Le choix du destin (Soldaat van Oranje) de Paul Verhoeven : Geisman
- 1977 : Julie pot de colle de Philippe de Broca : Heinzel
- 1978 : Der Schimmelreiter (de) d'Alfred Weidenmann : Jess Harders
- 1978 : Mon nom est Bulldozer (lo chiamavano Bulldozer) de Michele Lupo : Colonel Martin
- 1978 : C'est mon gigolo (Schöner Gigolo, armer Gigolo) de David Hemmings : Max
- 1979 : Le Tambour (Die Blechtrommel) de Volker Schlöndorff : Eel Catcher
- 1980 : Primel macht ihr Haus verrückt de Monica Teuber : Mr. Kulicke
- 1980 : Un flic rebelle (Poliziotto solitudine e rabbia) de Stelvio Massi : Stoll
- 1980 : La Formule (The formula) de John G. Avildsen : Reimeck
- 1983 : Un amour assassin (Julie Darling) de Paul Nicholas : Lt. Rossmore
- 1983 : Équateur de Serge Gainsbourg : Eugene Schneider
- 1984 : Morgen in Alabama de Norbert Kückelmann : un politicien
- 1984 : La Petite Fille au tambour (The Little Drummer Girl) de George Roy Hill : Un inspecteur
- 1985 : Palace d'Édouard Molinaro : Ferenczy
- 1988 : Pleine lune sur Parador (Moon over Parador), de Paul Mazursky : Gunther

### Télévision
- 1953 : Orient Express (série télévisée) : Grushen
- 1954 : The Lie (téléfilm) : Franz Ritter
- 1955 : Die Zyklone (téléfilm) : Major Matz
- 1959 : Leihauslegende (téléfilm) : Tom
- 1959 : Der Fall Pinedus (téléfilm) : Un policier
- 1960 : Einer von sieben (téléfilm) : Mr. Altmann
- 1960 : Die Irre von Chaillot (téléfilm) : Retter
- 1960 : Am grünen Strand der Spree (série télévisée) : Un S.S.
- 1961 : Adieu, Prinzessin (série télévisée) : Un officier
- 1961 : Ein wahrer Held (téléfilm) : Jimmy Farrell
- 1961 : Ein Außenseiter (téléfilm) : Bluey
- 1962 : Letzter Punkt der Tagesordnung (téléfilm) : Harry Dodds
- 1962 : Onkel Harry (téléfilm) : George Waddy
- 1962 : Jeder stirbt für sich allein de Falk Harnack : membre des SA
- 1962 : Willy (téléfilm) : Brother
- 1963 : Die erste Lehre (téléfilm) : Heinz Jensen
- 1963 : Manner am Sonntag (téléfilm) : Monsieur Charlie
- 1963 : Die Grotte (téléfilm) : Leon
- 1964 : Bob Morane (série télévisée) : Ricardo Ruiz
- 1964 et 1968 : Das Kriminalmuseum (série télévisée) : Kauffmann Struck / Peter Kronacher
- 1965 : Die fünfte Kolonne (série télévisée) : Inspecteur de la criminelle Meisel
- 1965 : Diamanten sind gefährlich (série télévisée) : Capt. Jan Hendrick Duplessis
- 1966 : Prairie-Saloon (téléfilm) : Butch
- 1968 : Der Fall Petkov (téléfilm) : Anton Jugov
- 1968 : Sein Traum von Grand Prix (série télévisée) : Leos Chef
- 1968 : Koenigsmark (téléfilm) : Von Kessel
- 1969 : Die Ratten (téléfilm) : Mr. John
- 1970 : Auftrag: Mord! (téléfilm) : Commissaire Mungowski
- 1970 : Berlin Affair (téléfilm) : Klauss
- 1970 : Die seltsamen Methoden des Franz Josef Wanninger (série télévisée) : Stadler
- 1971 : Drüben bei Lehmanns (série télévisée) : Fuchs
- 1971 : Dem Täter auf der Spur (série télévisée) : Kantinenwirt Celestine
- 1972 : Das Jahrhundert der Chirurgen (série télévisée) : Peiker
- 1973 : Mein Onkel Benjamin (téléfilm) : Marquis de Chatelot
- 1974 : Der Herr Kottnik (série télévisée) : Dr. Kranzeder
- 1975 : Der Kommissar (série télévisée) : Wirt
- 1975 : Im Auftrag von Madame (série télévisée) : Ted Forrest
- 1975 : Beschlossen und verkündet (série télévisée) : Willi Kerker
- 1975 : Dein gutes Recht (série télévisée) : Paul Runge
- 1975 : Tatort (série télévisée) : Kaiser
- 1976 : Inspecteur Derrick (série télévisée) : Mr. Kremp [2]
- 1977 : Es MuB nicht immer Kaviar sein (série télévisée) : Schallenberg
- 1978 : Ein Mann will nach oben (série télévisée) : Oberwachtmeister
- 1978 : Die Kur (série télévisée) : Hanft
- 1978 : Le temps d'une république (série télévisée) : Holzer
- 1978 : Das kalte Herz (série télévisée) : Holländermichel
- 1978, 1982-1983 : Le renard (série télévisée) : Basinsky / Werner Brinkmann / Walter Kurt
- 1981 : Le roi et son fou (Der König und sein Narr) (téléfilm) : Von Hermsdorff
- 1983 : Die Beine des Elefanten (téléfilm) : Dieter
- 1983 : Le souffle de la guerre (Winds of War) (série télévisée) : Hermann Goering
- 1983 : Jakob und Adele (série télévisée) : Werbechef Braun
- 1984 : Les cerfs-volants (série télévisée) : Von Tiele
- 1986 : Detektivbüro Roth (série télévisée) : Horst Germeroth
- 1989 : Fortinspektor Buchholz (série télévisée) : Baron von Alsfeld